# Gorilla (álbum)
Gorilla es el álbum debut de la banda británica Bonzo Dog Doo-Dah Band. Fue lanzado por Liberty Records y LBL 83056 en 1967. En 2007. En ese tiempo la banda se dedicaba a géneros como el rock cómico y el jazz con un estilo de autoparodia.
En Estados Unidos, la canción Big Shot no fue incluida en el álbum.
El álbum fue acompañado por 2 sencillos, que eran covers, estos fueron My Brother Makes the Noises for the Talkies y Alley Oop, que fueron resguardados por I'm Gonna Bring a Watermelon to My Girl Tonight y Button Up Your Overcoat respectivamente, estos pasaron desapercibidos en las listas de sencillos

## Producción
La producción del álbum estuvo a cargo de los productores Gerry Bron y de Lyn Birkbeck

## Canciones
Este mencionado estilo de jazz autoparodia, tales como en Jazz, Disgusting Cold, Delicious Hot, que es una canción escrita por cada uno de los miembros de la banda con distintas improvisaciones musicales, Death Cab For Cutie, que relata una historia al estilo de Elvis Presley y fue interpretada por la banda en Magical Mystery Tour como una banda invitada, Jollity Farm, un cover del escritor Leslie Sarony, I'm Bored, escrita por Stanshall que parodia el estilo de canciones de la década de 1920, y Big Shot, que recuerda al Soundtrack de películas de los años 20.
The Equestrian Statue, el sencillo principal del álbum tiene influencias de The Beatles, especialmente en las canciones de Sgt. Pepper's Lonely Hearts Club Band, como Fixing a Hole y Being for the Benefit of Mr. Kite!, estas influencias también se tienen presentes en Music For The Head Ballet.
The Intro and The Outro presenta una supuesta introducción de los miembros de la banda, hablada por Vivian Stanshall, tales como "Legs" Larry Smith en la batería, Neil Innes en piano, Rodney Slater en saxofón, e incluso Eric Clapton en el ukulele, quién si era un músico de sesión. Después se empiezan a introducir personajes que obviamente no estaban en su respectivo instrumento de forma humorística, tales como Adolf Hitler en "vibes" (vibráfono), La Princesa Ana en sousafón, Harold Wilson en el violín, y muchas otras figuras reconocidas.
Otros géneros parodiados en el álbum fueron el calipso, en Look Out, There's A Monster Coming, bubblegum pop en Piggy Bank Love, e incluso hay una parodia a Disney en Mickey's Son and Daughter

## Lista de canciones
Para la reedición en disco compacto, se agregaron 7 temas, 4 sencillos, 1 grabación en la BBC y 2 outtakes
| Cara A |                                        |                              |          |  |
| N.º    | Título                                 | Escritor                     | Duración |  |
| 1.     | «Cool Britannia»                       | Neil Innes, Vivian Stanshall | 1:00     |  |
| 2.     | «The Equestrian Statue»                | Neil Innes                   | 2:49     |  |
| 3.     | «Jollity Farm»                         | Leslie Sarony                | 2:29     |  |
| 4.     | «I Left My Heart In San Francisco»     | George Cory, Douglas Cross   | 1:04     |  |
| 5.     | «Look Out, There's A Monster Coming»   | Vivian Stanshall             | 2:55     |  |
| 6.     | «Jazz, Delicious Hot, Disgusting Cold» | Bonzo Dog Doo-Dah Band       | 3:11     |  |
| 7.     | «Death Cab for Cutie»                  | Neil Innes, Vivian Stanshall | 2:56     |  |
| 8.     | «Narcissus»                            | Ethelbert Nevin              | 0:27     |  |

| Cara B |                             |                                       |          |  |
| N.º    | Título                      | Escritor                              | Duración |  |
| 1.     | «The Intro and The Outro»   | Vivian Stanshall                      | 3:04     |  |
| 2.     | «Mickey's Son and Daughter» | Eddie Lisbona, Tommy Connor           | 2:43     |  |
| 3.     | «Big Shot»                  | Vivian Stanshall                      | 3:31     |  |
| 4.     | «Music for the Head Ballet» | Neil Innes                            | 1:45     |  |
| 5.     | «Piggy Bank Love»           | Neil Innes                            | 3:04     |  |
| 6.     | «I'm Bored»                 | Vivian Stanshall                      | 3:06     |  |
| 7.     | «The Sound of Music»        | Oscar Hammerstein II, Richard Rodgers | 1:21     |  |

| Bonus Tracks de la reedición de 2007 |                                                   |                                                                   |          |  |
| N.º                                  | Título                                            | Escritor                                                          | Duración |  |
| 1.                                   | «My Brother Makes the Noises for the Talkies»     | Charles Amberg, Fred Raymond, Ludwig Bernauer                     |          |  |
| 2.                                   | «I'm Gonna Bring a Watermelon to My Girl Tonight» | Fred Rose, Leon Conrad                                            |          |  |
| 3.                                   | «Alì Baba's Camel (Versión Temprana)»             | Neil Innes, Vivian Stanshall                                      |          |  |
| 4.                                   | «On Her Doorstep Last Night»                      | Harry Tilsey, Robert Hargreaves, Stanley Damerell, Tolchard Evans |          |  |
| 5.                                   | «Alley Oop»                                       | Buddy G. DeSylva, Lewis Brown, Ray Henderson                      |          |  |
| 6.                                   | «Button Up Your Overcoat»                         | Dallas Frazier                                                    |          |  |
| 7.                                   | «The Craig Torso Christmas Show»                  | Neil Innes, Vivian Stanshall                                      |          |  |